# Sajó
Pour les articles homonymes, voir Slana.
Le Sajó (en hongrois, [ˈʃɒjoː]) ou Slaná (en slovaque) est une rivière, qui coule sur 110 km en Slovaquie et sur 120 km en Hongrie.

## Géographie
| \| \|                    |
| Bassin de la Slaná/Sajó. |
|                          |

La rivière naît dans les montagnes près de Dobšiná en Slovaquie. Il descend pour être rejoint par la Rimava. Il passe la frontière, puis reçoit plus loin la Bódva et encore plus loin il est rejoint par son principal affluent, la rivière Hernád. Il rejoint finalement la Tisza.
Le nom hongrois Sajó (Anonymus, c. 1200 : Sou-jou) est formé de l'équivalent só, sav- « sel, salé » du nom slave Slaná, et du mot ancien jó « rivière » (cf. finnois joki).